# Kościół św. Teresy od Dzieciątka Jezus w Radomiu
Kościół pw. św. Teresy od Dzieciątka Jezus w Radomiu – jedyny kościół na radomskich Borkach, powstały w latach 1938–1965. Konsekracji dokonał 4 października 1964 bp. Piotr Gołębiowski. Obiekt jest częścią szlaku turystycznego Zabytki Radomia.

## Historia
Kościół powstał dzięki staraniom ks. Andrzeja Łukasika, według projektu architektów z Warszawy: Władysława Pieńkowskiego, Stanisława Gałęzowskiego, Lecha Dąbrowskiego, przy współpracy techników: Wacława i Jana Zawadzkich. Budynek kościoła był restaurowany w 1984 z inicjatywy ks. Lucjana Wojciechowskiego i w 2005 za sprawą ks. inf. Jerzego Banaśkiewicza.

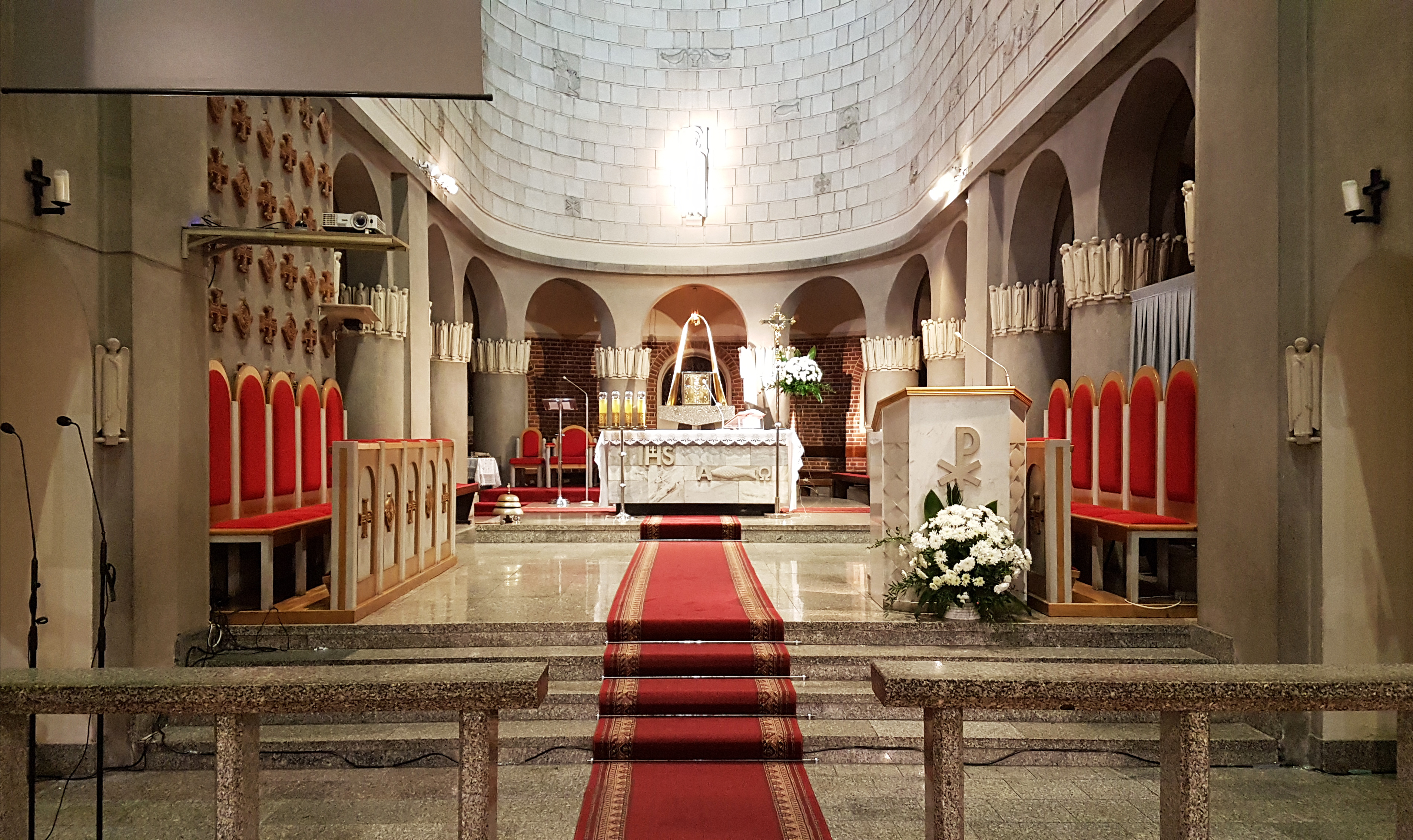
Wnętrze - prezbiterium

## Architektura
Kościół został wzniesiony w stylu neoromański. Jest zbudowany z kamienia i czerwonej cegły, bazylikowy, ogrzewany piecami akumulacyjnymi. Prezbiterium od ambitu oddzielają zwieńczone arkadami kolumny, których kapitele ukształtowane są z wieńców stylizowanych aniołów. Budynek jest trzynawowy z rzędami łuków arkadowych upiększonych reliefami o tematyce krzyża i różyc. Przy wejściu wschodnim, od strony dzwonnicy, na cokole umieszczona jest rzeźba Jezusa Chrystusa dźwigającego krzyż, którą wykonał w 1965 Stefan Mazurek. 

## Parafia
Została erygowana 1 stycznia 1939 z terenu parafii św. Jana Chrzciciela przez biskupa Jana Kantego Lorka. Liczba wiernych to 11 970. Wspólnota należy do dekanatu Radom-Południe.